# Cuoricini
Cuoricini è un singolo del duo musicale italiano Coma_Cose, pubblicato il 12 febbraio 2025 come terzo estratto dal quarto album in studio Vita fusa.
Il brano è stato presentato in gara alla 75ª edizione del Festival di Sanremo, alla fine del quale si è classificato al decimo posto.

## Descrizione
Il brano, scritto dallo stesso duo con Antonio Filippelli e Gianmarco Manilardi, quest'ultimi produttori del brano, è stato descritto dai due artisti in un'intervista a Billboard Italia; Mesiano ha raccontato riguardo al significato:
Riguardo alle scelte delle sonorità rispetto ai due brani precedentemente portati in gara al festival nel 2021 con Fiamme negli occhi e nel 2023 con L'addio, Zanardelli ha dichiarato nella medesima intervista:

## Accoglienza
Cuoricini è stato accolto con recensioni miste da parte della critica specializzata.
Andrea Laffranchi del Corriere della Sera non rimane particolarmente colpito dal brano, ritenendolo «dopo il reggaeton di Malavita un altro colpo alle loro origini indie. Si salvano con l'ironia del testo ma il rischio è che la deriva pop si mangi la loro unicità». Similmente Gianni Sibilla di Rockol scrive che nelle sonorità il brano si presenti come «un pezzo iper-pop che parte con cassa dritta», trovandola prodotta per essere un tormentone, affermando che «sinceramente li preferivo con il pop precedente, un po' più raffinato». Claudia Rossi de il Fatto Quotidiano associa la produzione a Rettore e Dargen D'Amico, descrivendo la canzone come «un gran casino ammazza tristezza» da karaoke.

## Video musicale
Il video musicale, diretto dallo stesso Fausto Zanardelli, è stato pubblicato in concomitanza all'uscita del brano attraverso il canale YouTube ufficiale del duo.

## Tracce
Testi e musiche di Antonio Filippelli, Fausto Zanardelli, Francesca Mesiano e Gianmarco Manilardi.
1. Cuoricini – 3:14

## Formazione
- Coma_Cose – voce
- Antonio Filippelli – chitarra, basso synth, programmazione, sintetizzatore, produzione
- Gianfranco Manilardi – chitarra, programmazione, produzione
- Daniel Bestonzo – sintetizzatore

## Classifiche
| Classifica (2025) | Posizione massima |
| ----------------- | ----------------- |
| Italia            | 4                 |
| Svizzera          | 48                |